# 岡井みおん
岡井 みおん（おかい みおん、2007年4月20日 - ）は、日本の女優。埼玉県出身。エイジアプロモーション所属。

## 経歴
- 2021年、ミスセブンティーン2021のファイナリストに選ばれる[2]。
- 2023年7月、『最高の教師 1年後、私は生徒に■された』でドラマ初出演[3][4]。

## 人物
- 特技はバレーボール、ダンス、ギター。
- 13歳上の姉に元ハロー!プロジェクト・℃-uteの岡井千聖、11歳上の姉にハロプロエッグに所属していた岡井明日菜がいる。自身は5人兄弟姉妹の4番目で姉2人の他には兄と弟がいる。

## 出演

### テレビドラマ
- 最高の教師 1年後、私は生徒に■された（2023年7月15日 - 9月23日、日本テレビ） - 倉知夕夏 役[3][4]
- 潜入兄妹 特殊詐欺特命捜査官（2024年10月5日 - 12月14日、日本テレビ） - 土器若菜 役[5]
- キャスター 第4話（2025年5月4日、TBS） - 生徒 役

### 配信ドラマ
- 拝啓、大人になる貴方へ（2023年9月23日・30日、Hulu） - 倉知夕夏 役[6]
- ウルトラセブン IF Story 『55年前の未来』（2023年11月25日、TSUBURAYA IMAGINATION） - マゼラン星人マヤ 役

### CM
- 日本製紙クレシア「クリネックス」（2022年 - 2023年）

### MV
- 告RADIO Loves 鈴木崚汰「告RADIO Loves 鈴木崚汰」（2021年）

## 書籍

### 雑誌・カタログ
- 振袖カタログ「カトゥ」（2021年）